# 北海道名寄農業高等学校
北海道名寄農業高等学校（ほっかいどうなよろのうぎょうこうとうがっこう、Hokkaido Nayoro Agricultural High School）は、かつて北海道名寄市にあった公立（道立）の農業高等学校である。

## 沿革
- 1941年
  - 2月15日 - 北海道庁立名寄農業学校の設置が認可される。
  - 4月21日 - 名寄町立南国民学校を仮校舎として開校。
- 1943年 5月22日 - 仮校舎より移転。
- 1948年
  - 4月1日 - 学制改革により、北海道立名寄農業高等学校と改称。
  - 10月20日 - 定時制課程を併置。
  - 10月30日 - 下川分校、美深分校の設置が認可される。
- 1950年
  - 4月1日 - 高等学校の統合により、北海道名寄農業高等学校と改称する。音威子府分校、中川分校の設置が認可される。
  - 9月30日 - 音威子府分校を名寄高等学校に移設する。
  - 11月13日 - 風連分校の設置が認可される。
- 1951年
  - 4月1日 - 酪農科が併設される。下川分校が独立する。智恵文分校の設置が認可される。
  - 7月24日 - 定時制課程農業科を季節制に改組する。
  - 7月31日 - 本校舎落成。
  - 9月23日 - 開校10周年記念式典を挙行する。
  - - 中川分校が北海道中川高等学校（現在の中川商業高）として独立
- 1952年
  - 4月1日 - 幌延分校の設置が認可される。美深分校を名寄高等学校に移設する。
  - 11月1日 - 町村教育委員会発足に伴い、風連分校、智恵文分校、幌延分校がそれぞれ独立する。
- 1955年 4月1日 - 定時制課程普通科が、名寄高等学校の定時制課程普通科に統合される。
- 1961年 9月8日 - 開校20周年記念式典を挙行する。
- 1966年 4月1日 - 生活科の新設が認可される。
- 1967年 4月1日 - 酪農科が1学級増設される。林業科募集停止。
- 1971年 9月10日 - 開校30周年記念式典を挙行する。
- 1980年 4月1日 - 定時制課程募集停止。
- 1981年 9月13日 - 開校40周年記念式典を挙行する。
- 1982年 4月1日 - 酪農科1学級募集停止。
- 1990年 4月1日 - 生活科を生活科学科に名称変更する。
- 1991年 9月7日 - 開校50周年記念式典を挙行する。
- 1996年 4月1日 - 生活科学科募集停止。農業科を農業・生活科に学科転換する。
- 2001年 4月1日 - 農業・生活科を生産科学科に学科転換する。
- 2009年 4月1日 - 北海道名寄光凌高等学校との統合（北海道名寄産業高等学校の設置）により酪農科、生産科学科の募集を停止。
- 2010年 12月18日 - 閉校記念式典を挙行する。
- 2011年 3月31日 - 閉校。

## 教育課程
- 全日制課程
  - 酪農科
  - 生産科学科

## クラブ
- ソフトテニス部
- バスケットボール部
- バドミントン部
- 卓球部
- 野球部
- 陸上・スキー部
- サッカー部